# ایدونکس
ایدونکس (به انگلیسی: Adonxs) با نام اصلی آدام پاولوچین (به انگلیسی: Adam Pavlovčin) (زاده ۱۳ سپتامبر ۱۹۹۵) خواننده و ترانه‌سرا اهل اسلواکی است.
او نماینده جمهوری چک در یوروویژن ۲۰۲۵ است.